# Садоводы (остановочный пункт)
Садово́ды — остановочный пункт Свердловской железной дороги в Пригородном районе Свердловской области. Остановочный пункт находится на межстанционном перегоне Старатель — Монзино участка Нижний Тагил — Екатеринбург.
В Садоводах две прямые пассажирские платформы. Со стороны пути в направлении на Старатель и Нижний Тагил на платформе есть небольшой пассажирский павильон. Вокзала на остановочном пункте нет. В Садоводах останавливаются пригородные электропоезда, курсирующие на участке Нижний Тагил — Екатеринбург, за исключением скоростных. В определённое время суток через остановочный пункт также ходят электропоезда, начальными или конечными остановками которых являются станции Керамик или Шарташ.
Название остановочного пункта неслучайно — им действительно пользуются садоводы-тагильчане. Вблизи остановочного пункта расположены коллективные сады «Железнодорожник», «Лесной» и «Пригород». Остановочный пункт Садоводы находится в южных окрестностях крупного уральского города Нижнего Тагила. По западной границе полосы отвода железной дороги пролегает межмуниципальная граница Горноуральского городского округа и муниципального образования «город Нижний Тагил», которой соответствует межрайонная граница Пригородного района и города Нижнего Тагила (как административно-территориальной единицы). Приблизительно в 210—220 метрах к западу от остановочного пункта Садоводы находится берег живописного Нижнетагильского пруда.